# North Carolina Agricultural and Technical State University
La North Carolina Agricultural and Technical State University, nota anche come North Carolina A&T State University, North Carolina A&T, N.C. A&T o semplicemente A&T, è un'università pubblica statunitense situata a Greensboro, in Carolina del Nord. È un'università storicamente afroamericana (HBCU).
Fondata dall'Assemblea Generale della Carolina del Nord il 9 marzo 1891 come Agricultural and Mechanical College for the Coloured Race, è stata la seconda università istituita secondo le disposizioni del Morrill Act del 1890 nonché la prima per studenti afroamericani nello Stato della Carolina del Nord. Inizialmente l'università offriva istruzione in agricoltura, inglese, orticultura e matematica. Nel 1967 fu designata come Università regionale e ribattezzata North Carolina Agricultural and Technical State University.
Con una media di oltre 13.000 studenti iscritti annualmente, la North Carolina A&T è la più grande università storicamente per persone afroamericane negli Stati Uniti d'America, posizione che detiene dal 2014. La Facoltà di Ingegneria laurea più ingegneri afroamericani di qualsiasi altra università statunitense; dalla facoltà di agricoltura e scienze ambientali escono più laureati afroamericani di qualsiasi altra istituzione americana. Altre corsi di rilievo sono la kinesiologia, architettura paesaggistica, infermieria, giornalismo e comunicazione di massa.
L'università offre 54 corsi di laurea, 29 master e nove dottorati attraverso le sue otto facoltà. Annualmente escono circa 2.600 laureati e la base di ex studenti e di circa 65.000 unità. Il campus principale comprende un'area di oltre 600 acri (240 ettari), inoltre annessa all'università c'è un'azienda agricola di 492 acri (199 ettari) e due parchi di ricerca per un totale di 150 acri (60 ettari). 
L'università è classificata come università di ricerca ad alta attività. L'università è al terzo posto nel finanziamento sponsorizzato tra le istituzioni del sistema dell'Università della Carolina del Nord. A partire dal 2021, l'università conduce annualmente oltre 78 milioni di dollari in ricerca accademica e scientifica e gestisce 20 centri e istituti di ricerca nel campus.La designazione dell'università come istituto di concessione di terreni riflette la sua vasta gamma di ricerche con progetti in corso finanziati da agenzie come la National Aeronautics and Space Administration (NASA), il Dipartimento dell'Agricoltura degli Stati Uniti, il Dipartimento della Difesa degli Stati Uniti, il National Institutes of Health e il National Science Foundation.

## Sport
Gli studenti, gli ex studenti e le squadre sportive della scuola sono conosciuti come "Aggies". Le squadre dell'università sono membri della Colonial Athletic Association (CAA) in tutti gli sport ad eccezione del bowling femminile e del football. In qualità di membri della Mid-Eastern Athletic Conference (MEAC), dal 1970 al 2021, il programma di football ha vinto 11 campionati di conferenza, ha collezionato 5 presenze nei playoff NCAA FCS e ha vinto il Celebration Bowl 4 volte dal 2015 al 2019. Il programma di basket maschile ha vinto il torneo NCAA 10 volte, mentre la squadra di basket femminile ha partecipato al torneo 5 volte, con la loro apparizione più recente nel 2021. Le squadre di atletica leggera maschile e femminile di Aggies si sono classificate rispettivamente terza e quarta ai campionati di atletica leggera all'aperto della divisione I della NCAA nel 2021. I membri della squadra hanno continuato a rappresentare gli Stati Uniti alle Olimpiadi del 2020, dove hanno vinto 3 medaglie, 2 delle quali d'oro.